# Agilolfingi
Agilolfingii au reprezentat o familie nobilă fie de franci fie de bavarezi, care a condus Ducatul de Bavaria în numele suzeranilor lor din dinastia francă a merovingienilor, începând cu circa 550 până la anul 788.
Numele dinastiei provine de la Agilulf, un principe semilegendar al tribului germanic al suebilor și descendent din regele Hermeric al suebilor din Galicia. Primul duce din această familie atestat documentar a fost Garibald I (Gariwald). O ramură a Agilolfingilor a guvernat de asemenea în Regatul longobard din Italia între 616 și 712, cu intermitențe.
Emisă în jurul anului 743, Lex Baiuvariorum îi menționează pe Agilolfingi ca fiind dinastia conducătoare, ridicată pe tron de către regii franci din dinastia Merovingiană. Rezidența lor din Bavaria era la Regensburg. Dat fiind că destinul lor era strâns legat de cel al merovingienilor, Agilolfingii bavarezi s-au opus puterii crescânde a majordomilor din dinastia Carolingiană, care în cele din urmă i-au înlăturat pe Agilolfings de la putere.

## Conducători Agilolfingi dinBavaria
- Garibald I, duce de Bavaria 548–591
- Tassilo I, rege de Bavaria 591–610
- Garibald al II-lea, duce de Bavaria 610–630
- Theodo I, duce de Bavaria 680–716
- Lantpert, fiul lui Theodo, asasinul Sfântului Emmeram de Regensburg
- Uta, fiica lui Theodo
- Theudbert, fiul lui Theodo, duce în Salzburg cca. 702–719
- Theobald, fiul lui Theodo, duce asupra unor părți din Bavaria cca. 711–719
- Tassilo al II-lea, fiul lui Theodo, duce în Passau cca. 716–719
- Grimoald, fiul lui Theodo, duce în Freising cca. 716–725, ulterior conducător al întregii Bavarii
- Hugbert, fiul lui Theudbert, duce de Bavaria 725–737
- Odilo, fiul lui Gotfrid, duce de Bavaria 737–748
- Grifo, uzurpator pe jumătate carolingian 748
- Tassilo al III-lea, fiul lui Odilo, duce de Bavaria 748–788, depus de către Carol cel Mare
- Theodo al II-lea, fiul lui Tassilo al III-lea, devenit călugăr

## Conducători Agilolfingi dinItalia
- Gundoald, fiul lui Garibald I, duce de Asti
- Theodelinda, fiica lui Garibald I, regină a longobarzilor
- Adaloald, fiul regelui Agilulf al longobarzilor și al reginei Theodelinda
- Gundeberga, fiică a regelui Agilulf al longobarzilor și al reginei Theodelinda, căsătorită cu regele Arioald al longobarzilor
- Aripert I, fiul lui Gundoald de Asti, rege al longobarzilor 653–661
- Godepert, fiul mai mare al lui Aripert I, rege al longobarzilor 661–662 în comun cu
- Perctarit (Berthari), fiul mai tânăr al lui Aripert I, rege al longobarzilor 661–662 și 672–688
- Cunincpert, fiul lui Perctarit, rege al longobarzilor 688–700
- Liutpert, fiul lui Cunincpert, rege al longobarzilor 700–701
- Raginpert, fiul lui Godepert, rege al longobarzilor 701
- Aripert al II-lea, fiu lui Raginpert, rege al longobarzilor 701–712

## Agilolfingi la curteaAustrasieifrance
- Chrodoald, nobil la curtea regelui Dagobert I, asasinat în 624
- Fara, oponent al regelui Sigebert al III-lea